# 堂本翔平
堂本 翔平（どうもと しょうへい、1993年12月12日 -）は、日本の俳優である。
茨城県出身。Soymilk Management所属。
所属劇団は劇団TEAM-ODAC、劇団番町ボーイズ☆。
身長 172cm、体重 58kg。

## 略歴・人物
学生時代にバンド活動をしていた。毎日飲むほどお酒が好き。趣味は映画・アニメ鑑賞、読書。
2014年12月に劇団TEAM-ODACへ入団。2015年5月、準劇団員から劇団員へ昇格。
2015年7月に劇団番町ボーイズ☆へ加入。
2018年『THE STAGE ラッキードッグ1 first luck』で初主演。同年、劇団TEAM-ODACでも初主演を務める。
2019年に「TEAM-ODACのごめんなさい」から誕生した男劇団 劇団品川ミルクマン(2020年活動終了)の正規メンバーになる。

## 出演

### 舞台
2015年
- フライドBALL企画 vol.10『ヒカリの射す花』―3月19日(木)～22日(日)全5公演〈明石スタジオ〉
- SECOND・N・PRODUCE VOL.8『SEVENMEN SIXWOMEN』藤井レンジ 役 ―4月21日(火)～26日(日)全9公演〈高田馬場ラビネスト〉
- 劇団TEAM-ODAC 第17回本公演『DARMA ～ダルマ～』―6月18日(木)～23日(火)全7公演〈紀伊國屋ホール〉
- 劇団番町ボーイズ☆ 第2回本公演『MY DOOR ～熱～(再演)』戸郷勇気 役 ―9月26日(土)～27日(日)全3公演〈DDD AOYAMA CROSS THEATER〉
- 劇団TEAM-ODAC 第19回本公演『僕らの深夜高速(再演)』束石成蔵 役 ―10月7日(水)～12日(月)全8公演〈草月ホール〉
- 劇団番町ボーイズ☆ 第3回本公演『HOME ～魔女とブリキの勇者たち～』椎名真斗 役 ―11月18日(水)～23日(月)全8公演〈草月ホール〉

2016年
- 劇団TEAM-ODAC 第20回本公演『saigoノbansan(2016)』今匡一生 役 ―3月16日(水)～20日(日)全7公演〈全労済ホール／スペースゼロ〉
- 劇団番町ボーイズ☆ 大人の番ボ☆のスピンオフ企画公演『空空漠漠明明白白』佐久間瞬 役 ―4月6日(水)～10日(日)全6公演〈ウッディシアター中目黒〉
- K.B.S.Project Presents第17回公演『APHΣ REBELLION ～アレス・レベリオン～』バルブレット 役 ―6月23日(木)～26日(日)全7公演〈あうるすぽっと〉
- 劇団番町ボーイズ☆ 第4回本公演 with 人狼TLPT S 舞台『天下統一恋の乱 Love Ballad ～序章～』明智光秀 役 ―10月13日(木)～16日(日)全5公演〈全労済ホール／スペースゼロ〉
- 劇団番町ボーイズ☆ 第5回本公演スイーツボーイズ1st『甘くはないぜ!』クグロフ・プリャーニク 役 ―12月2日(金)～4日(日)全5公演〈DDD AOYAMA CROSS THEATER〉

2017年
- 劇団番町ボーイズ☆ 第6回本公演『ギブアップダンス!!!』TAKUYA(桑原拓也) 役 ―3月23日(木)～26日(日)全5公演〈しもきた空間リバティ〉
- 『MARKER LIGHT-BLUE Deeper』ボーテ 役 ―5月3日(水)～7日(日)全9公演〈シアターサンモール〉
- フライドBALL企画 Vol.20『137 ～退屈で書き散らかしたような物語～』渡辺明 役 ―6月22日(木)～25日(日)全6公演〈明石スタジオ〉
- 劇団番町ボーイズ☆ 第8回本公演『ニーテンナナゴー』糸川でんじろう 役 ―7月27日(木)～30日(日)全5公演〈シアターグリーン BIG TREE THEATER〉
- 劇団番町ボーイズ☆ 第9回本公演 スイーツボーイズ2nd『甘くはないぜ!2 ～ワールドオブシュガーレス～』クグロフ・プリャーニク 役 ―8月31日(木)～9月3日(日)全5公演〈新宿村LIVE〉
- 『MARKER LIGHT-BLUE Crimson』ボーテ 役 ―11月8日(水)～12日(日)全8公演〈新宿村LIVE〉
- 劇団番町ボーイズ☆ 第10回本公演 舞台『クローズZERO』芹沢多摩雄 役 ―11月30日(木)～12月3日(日)全5公演〈CBGKシブゲキ!!〉

2018年
- 舞台『イケメン革命◆アリスと恋の魔法 THE STAGE Episode黒のエース フェンリル＝ゴッドスピード』レイ＝ブラックウェル 役 ―1月10日(水)～14日(日)全9公演〈銀座博品館劇場〉
- 『THE STAGE ラッキードッグ1 first luck』主演：ジャン・カルロ 役 ―3月24日(土)～30日(金)全10公演〈六行会ホール〉
- 劇団番町ボーイズ☆第11回本公演『眠れない羊 ～番町ボーイズ☆の場合～』―5月16日(水)～5月20日(日)全7公演〈恵比寿・エコー劇場〉出演日：5/17、5/18 ※ゲスト出演
- 劇団TEAM-ODAC 第29回本公演『HOME ～いつか帰るよ、僕だけのHOME～』主演：清水翔太 役 ―5月9日(水)～14日(月)全8公演〈紀伊國屋ホール〉
- 『THE STAGE ラッキードッグ1 first luck+』主演：ジャン・カルロ 役 ―6月30日(土)～7月8日(日)全13公演〈シアターサンモール〉
- 劇団TEAM-ODAC 第30回本公演『猫と犬と約束の燈2018-夏』♪チーム 柴木陽次 役 ―7月7日(土)～16日(月)全14公演〈全労済ホール／スペースゼロ〉
- 劇団番町ボーイズ☆ 第12回本公演『さらば、ゴールドマウンテン』社長 役 ―8月22日(水)～26日(日)全8公演〈中野ザ・ポケット〉
- VACAR ENTERTAINMENT 舞台『BACK COAT ～裏裁判～』B 冨永竜也 役 ―11月27日(火)～12月2日(日)全13公演〈日暮里d-倉庫〉
- 『THE STAGE ラッキードッグ1 クリスマスウィーク!!』主演：ジャン・カルロ 役 ―12月14日(金)～24日(月)〈シアターサンモール〉

2019年
- 劇団番町ボーイズ☆ ×10神ACTOR共同公演 スイーツボーイズ3rd『甘くはないぜ!3』酒蒸饅次 役 ―2月2日(土)～24日(日)全18公演〈中目黒キンケロ・シアター、HEP HALL、パピヨン24ガスホール〉
- 劇団TEAM-ODAC 第31回本公演『浮遊するfitしない者達』主演：沢渡ツバサ 役 ―4月10日(水)～14日(日)全8公演〈俳優座劇場〉
- 劇団番町ボーイズ☆ ×10神ACTORコラボ公演舞台『クローズZERO』芹沢多摩雄 役 ―5月23日(木)～6月16日(日)全12公演〈パピヨン24ガスホール、ABCホール、草月ホール〉
- 『THE STAGE ラッキードッグ1 Break Through』主演：ジャン・カルロ 役 ―7月31日(水)～8月4日(日)全9公演〈草月ホール〉[2]
- 劇団番町ボーイズ☆ NEXT 第1回公演『壬生狼ヤングゼネレーション』芹沢鴨 役 ―8月23日(金)～25日(日)全4公演〈シアター風姿花伝〉[3]
- Monkey Works Vol.02『キンギンヒシャカク! ～乙女の一手～』裸歩 役 ―10月4日(金)～14日(月)全16公演〈新宿シアターモリエール〉
- 劇団TEAM-ODAC 第33回本公演『キクネ ～僕らに出来ること～』一条進 役 ―12月13日(金)～23日(月)全16公演〈草月ホール〉

2020年
- 舞台『シェア・ザ・ワールド2020』ラブ 役 ―2月20日(木)～23日(日)全6公演〈紀伊國屋ホール〉
- 『THE STAGE ラッキードッグ1 Paradise Lost』主演：ジャン・カルロ 役 ―4月1日(水)～5日(日)全9公演〈草月ホール〉※中止
- 劇団番町ボーイズ☆ 第13回本公演『俺の白飯を超えてゆけ!2020』(A) スガ (B)リキモト 役 ―5月2日(土)～6日(水)全9公演〈中目黒キンケロ・シアター〉※中止
- 舞台『風が強く吹いている』蔵原走(カケル) 役 ―6月10日(水)～17日(水)全13公演〈六行会ホール〉※延期
- 『THE STAGE ラッキードッグ1 Paradise Lost＋』主演：ジャン・カルロ 役 ―8月26日(水)～30日(日)全9公演〈草月ホール〉※中止
- 東京印公演 vol.18『げんせんじゃ～！～宝や旅館～2020』川治純(イエロー) 役 ―7月8日(水)～12日(日)全9公演〈CBGKシブゲキ!!〉[4]
- 『青春歌闘劇バトリズムステージVOID』カイ 役 ―8月12日(水)～16日(日)全9公演〈あうるすぽっと〉[5]
- 『富豪刑事Balance:UNLIMITED THE STAGE』室井敏 役 ―10月2日(金)～11日(日)全15公演〈品川プリンスホテル クラブeX〉

2021年
- 劇団番町ボーイズ☆NEXT 第2回公演『ギブアップダンス!!!』五条裕二 役 ―2月4日(木)～7日(日)全6公演〈中目黒キンケロ・シアター〉
- 舞台『風が強く吹いている』蔵原走(カケル) 役 ―6月16日(水)～20日(日)全9公演〈六行会ホール〉
- 舞台「RUST RAIN FISH」 Team Black 黒木3(仮) 役―9月23日(木)～10/17(日)全20公演〈紀伊國屋サザンシアター、COOL JAPAN PARK OSAKA TTホール〉

2022年
- 劇団番町ボーイズ☆ 第14回本公演『逃げろ、逃げるな。』広野隆弘役 ―3月9日(水)～13日(日)全8公演〈CBGKシブゲキ!!!〉
- 『THE STAGE ラッキードッグ1 Paradise Lost＋』主演：ジャン・カルロ 役 ―8月26日(金)～29日(月)全8公演〈飛行船シアター〉

2023年
- 劇団番町ボーイズ☆ショートコント劇『ばんぼぺんでんす・でぃ』―7月18日(火)全2公演〈新宿FACE〉
- フライドBALL企画vol.61『海が無えです』―（Aチーム）11月9日(木)～13日(月)全7公演〈新宿THEATER BRATS〉
- 劇団TEAM-ODAC第42回本公演『舞台・破天荒フェニックス～2023～』―12月6日(水)～11日(月)全8公演〈こくみん共済 coop ホール／スペース・ゼロ〉

2024年
- 劇団番町ボーイズ☆結成10周年記念公演『蚕は桑の夢を見る』神原影次 役 ―7月25日(木)〜8月4日(日)全16公演〈CBGKシブゲキ!!〉[6]
- 劇団番町ボーイズ☆ 第15回本公演『祈蛸異聞』焔 役 ―10月22日(水)〜28日(火)〈予定〉全10公演〈Mixalive TOKYO Theater Mixa〉）[7]

### ドラマ
- 「仮面ライダーアマゾンズSeason2」北村健太 役 ―2017年4月～〈Amazonプライム・ビデオ〉
- 「サギトリ!～警視庁 特殊詐欺取扱係･船木瑛一～」鈴川暁生 役 ―2019年12月～〈スマボアプリ〉
- 「サギトリ！２～警視庁 特殊詐欺取扱係・船木瑛一、閉じ込められる!?～」鈴川暁生 役 ―2021年2月～〈スマボアプリ〉[8]

### 楽曲
- 「miss you (feat. 堂本翔平)[9]」blue but white　―2017年12月23日リリース
- 「BOYFRIEND (feat. 堂本翔平)[10]」blue but white　―2018年5月20日リリース
- 「Kiss You[11]」劇団品川ミルクマン　―2019年9月28日リリース
- 「sixteen (feat. HISATO & 堂本翔平)[12]」blue but white　―2019年12月7日リリース

### バラエティ
- 「番町ボーイずん」―2016年1月～9月〈TOKYO MX〉
- 「マル★カツ定食」―2016年6月～〈ディズニーチャンネル〉
- 「テアトル☆番町」―2017年1月～〈TOKYO MX〉

### ラジオ
- 「劇団番町ボーイズ☆のミッドナイト番長」―2016年4月～6月〈InterFM897〉

### 書籍
- 「チョキチョキガールズ」11月号
- 「僕らとひとつ屋根の下～番町ボーイズ☆Backstage～」―2017年3月～（ARIA-KCx）漫画単行本　著：くまだ ゆか　※実名で漫画に登場
- 「JUNON」We are Banchoboys5 ～After Cross Talk～　―2017年5月～（主婦と生活社）
- 『さよなら。』―2018年7月　堂本翔平 写真集
- 写真集『product』-2021年9月

### WEB連載
- 「マイナビウーマン」連載企画 朝キュン男子・夜キュン男子 ―2017年（マイナビ）